# Лицей № 4 (Пермь)
Лицей № 4 (Муниципальное автономное общеобразовательное учреждение «Лицей № 4») — общеобразовательное учреждение в Индустриальном районе города Перми.

## История
Лицей № 4 создан в 1992 году на базе средней школы № 130 и до 1999 года носил название «Экономический лицей-школа № 130». С тех пор подготовлены более 200 медалистов, победителей международных и всероссийских олимпиад и конкурсов. В лицее обучается более 1100 учащихся.
Больше половины выпускников лицея получают экономическое образование. Почти все выпускники поступают в ВУЗы. Среди них около 20 кандидатов наук.
В 2008 году лицей включен во Всероссийскую книгу почета лучших предприятий России.
В опубликованном в 2009 году рейтинге средних общеобразовательных учреждений лицей № 4 занял второе место, уступив только средней школе № 9. Оценка проводилась по четырём параметрам: качество образования учащихся, качество развития кадров, качество работы с финансами и экономическая эффективность. В 2011 году в этом рейтинге лицей занял первое место в Индустриальном районе.
С 2009 года лицей (наряду со школами № 43, 100 и 145) работает в новом статусе — он стал муниципальным автономным образовательным учреждением. Это означает, что лицей может самостоятельно формировать штатное расписание, большую самостоятельность в расходовании средств, как бюджетных, так и внебюджетных.
Лицей входил в число учебных заведений, получавших грант правительства Российской Федерации для лучших инновационных школ.

## Учебный процесс
Преподавание в лицее ведётся по различным педагогическим методикам и технологиям, среди которых система Эльконина — Давыдова, дидактическая система Занкова, «Школа 2100», диалоговое и проблемное обучение, имитационно-моделирующие методы, информационно-коммуникационные технологии, проектный метод. Одним из первых в Перми лицей ввёл в обиход электронные классные журналы и дневники, в настоящее время действует также «электронная учительская» на восемь пользователей.
Учащимся лицея предоставлена возможность выбирать из более чем 50 факультетов по разнообразным направлениям. Также имеется 25 кружков, секции, клубы.
Дополнительное образование начиная с 1 класса по иностранному языку, психологии, информатике, ритмике и другим дисциплинам.
Учебно-материальная база лицея:
1. современные компьютерные классы,
2. медиацентр, Интернет,
3. локальная информационная сеть,
4. комплекс учебного телевидения,
5. видеотека (более 1000 фильмов),
6. демонстрационные залы,
7. лекционный зал,
8. современные учебные кабинеты,
9. полиграфический комплекс,
10. тренажёрный зал,
11. легкоатлетический и футбольный комплекс,
12. комната психологической разгрузки.

Лицей заботится о физическом развитии своих учеников. На всероссийской олимпиаде по физкультуре представители лицея стабильно входят в тройку призёров. Здесь проводятся традиционные соревнования «Родитель, учитель и я — спортивная семья». В лицее оборудована беговая дорожка, удовлетворяющая требованиям к подобным спортивным сооружениям.

## Внешкольная работа
Команда КВН школы успешно выступает на городских соревнованиях.

## Научное Общество Учащихся
Научное Общество Учащихся (НОУ) объединяет более 600 человек. Научно-исследовательская деятельность учащихся в НОУ осуществляется по секциям:
1. историко-экономическая;
2. гуманитарная;
3. естественнонаучная;
4. физико-математическая;
5. «Росток» (1—7 класс).

## Педагогический коллектив
В лицее работают:
- 4 заслуженных учителя РФ;
- 11 отличников просвещения;
- 5 педагогов, имеющих высшее экономическое образование;
- 16 победителей конкурса «Учитель года».

С лицеем сотрудничают 13 преподавателей ВУЗов Перми, в том числе:
- А. П. Иванов, кандидат физико-математических наук, доцент ПГУ и ПФГУ ВШЭ;
- А. Б. Бячков, кандидат физико-математических наук, доцент ПГУ;
- Л. П. Киченко, кандидат экономических наук, доцент ПГУ;
- А. П. Костарева, кандидат экономических наук, доцент ПГУ;
- Г. З. Шатилина, доцент НОУШ (кафедры научных основ управления школой) Пермского педагогического университета.

Директор лицея — Галина Фёдоровна Иконникова, педагог-исследователь, Народный учитель Российской Федерации (указ подписан 30 августа 2008 года Президентом России Д. А. Медведевым, вручение состоялось 15 октября 2008 года).